# Edens (molen)
De korenmolen Edens is de oudste molen in Winschoten en tevens de oudste molen van de provincie Groningen.
De molen werd in 1763 naar alle waarschijnlijkheid als pelmolen gebouwd en later ook als korenmolen ingericht. Thans is alleen het maalwerk nog aanwezig. De molen werd in 1870 verhoogd. In 1985 is de molen ingrijpend gerestaureerd en sindsdien op vrijwillige basis in bedrijf. Vanwege de rond de molen ingestelde molenbeschermingszone die de vrije windvang van de molen moet beschermen, heeft de toenmalige eigenaar van de molen, de gemeente Winschoten, de molen in 2006 drie meter verhoogd. Dit gebeurde omdat een appartementencomplex in de nabijheid van de molen een gedeelte van de wind uit de wieken nam. Naast de oudste nog bestaande molen van de provincie Groningen is deze molen nu ook de hoogste. Samen met de andere twee molens Berg en Dijkstra is de molen een belangrijk herkenningspunt in de 'Molenstad' Winschoten. De huidige eigenaar is de gemeente Oldambt waarin Winschoten in 2010 is opgegaan.